# Alb-Donau-Kreis
Alb-Donau-Kreis er en landkreis i den tyske delstat Baden-Württemberg. Den danner sammen med Landkreis Biberach og den kreisfri by Ulm baden-württembergiske del af Region Donau-Iller i Regierungsbezirk Tübingen. Alb-Donau-Kreis grænser mod nord til Landkreis Göppingen og Landkreis Heidenheim, mod øst til de bayerske landkreise Günzburg og Neu-Ulm samt den kreisfri by Ulm, mod syd til Landkreis Biberach og mod vest til Landkreis Reutlingen.

## Geografi
Alb-Donau-Kreiss nordlige del ligger i Schwäbische Alb og mod syd er den en del af Oberschwaben. Floden Donau løber gennem den sydlige del af området fra sydvest mod nordøst. Den løber ind i kreisområdet ved Obermarchtal og forlader det igen ved Erbach med retning mod Ulm.
I Alb-Donau-Kreis ligger i alt omkring 295 byer, landsbyer og bebyggelser.

### Oprettelse
Alb-Donau-Kreis blev oprettet ved Kreisreformen 1. Januar 1973 hovedsageligt ved sammenlægning af landkreisene Ehingen og Ulm samt enkelte kommuner fra landkreisene Biberach og Münsingen.
Ved afslutningen af kommunalreformen omfattede Alb-Donau-Kreis 55 kommuner, herunder otte byer, inklusive administrationsbyen Ehingen (Donau), og er dermed den landkreis med flest kommuner i Baden-Württemberg. Største by er Ehingen (Donau), og den mindste kommune er Emeringen.

## Byer, amter og kommuner
Kreisen havde 196047 indbyggere pr. 2018-12-31

| Byer 1. Blaubeuren (12521) 2. Blaustein (16161) 3. Dietenheim (6715) 4. Ehingen (Donau), Große Kreisstadt (26259) 5. Erbach (13453) 6. Laichingen (11731) 7. Langenau (15247) 8. Munderkingen (5292) 9. Schelklingen (6883) Verwaltungsgemeinschafte / Kommuneforvaltningsforbund 1. Vereinbarte Verwaltungsgemeinschaft for kommunen Allmendingen med kommunen Altheim 2. Vereinbarte Verwaltungsgemeinschaft for byen Blaubeuren med kommunen Berghülen 3. Gemeindeverwaltungsverband „Dietenheim“ med administration i Dietenheim; Medlemskommuner: Byen Dietenheim samt kommunerne Balzheim og Illerrieden 4. Vereinbarte Verwaltungsgemeinschaft der Gemeinde Dornstadt med kommunen Beimerstetten und Westerstetten 5. Vereinbarte Verwaltungsgemeinschaft for byen Ehingen (Donau) med kommunen Griesingen, Oberdischingen og Öpfingen 6. Gemeindeverwaltungsverband „Kirchberg-Weihungstal“ med administration i Illerkirchberg; Medlemskommuner: Hüttisheim, Illerkirchberg, Schnürpflingen og Staig 7. Gemeindeverwaltungsverband „Laichinger Alb“ med administration i Laichingen; Medlemskommuner: Byen Laichingen samt kommunerne Heroldstatt, Merklingen, Nellingen og Westerheim 8. Gemeindeverwaltungsverband „Langenau“ med administration i Langenau; Medlemskommuner: Byen Langenau samt kommunerne Altheim (Alb), Asselfingen, Ballendorf, Bernstadt, Börslingen, Breitingen, Holzkirch, Neenstetten, Nerenstetten, Öllingen, Rammingen, Setzingen og Weidenstetten 9. Gemeindeverwaltungsverband „Lonsee-Amstetten“ med administration i Lonsee; Medlemskommuner: Amstetten og Lonsee 10. Gemeindeverwaltungsverband „Verwaltungsgemeinschaft Munderkingen“ med administration i Munderkingen; Medlemskommuner: Byen Munderkingen samt kommunerne Emeringen, Emerkingen, Grundsheim, Hausen am Bussen, Lauterach, Obermarchtal, Oberstadion, Rechtenstein, Rottenacker, Untermarchtal, Unterstadion og Unterwachingen | Kommuner 1. Allmendingen (4439) 2. Altheim (625) 3. Altheim (Alb) (1707) 4. Amstetten (4013) 5. Asselfingen (1028) 6. Ballendorf (646) 7. Balzheim (2056) 8. Beimerstetten (2511) 9. Berghülen (1932) 10. Bernstadt (2257) 11. Börslingen (164) 12. Breitingen (332) 13. Dornstadt (8686) 14. Emeringen (144) 15. Emerkingen (848) 16. Griesingen (1039) 17. Grundsheim (221) 18. Hausen am Bussen (248) 19. Heroldstatt (2857) 20. Holzkirch (275) 21. Hüttisheim (1464) 22. Illerkirchberg (4826) 23. Illerrieden (3323) 24. Lauterach (569) 25. Lonsee (4993) 26. Merklingen (1996) 27. Neenstetten (835) 28. Nellingen (2044) 29. Nerenstetten (339) 30. Oberdischingen (2129) 31. Obermarchtal (1288) 32. Oberstadion (1565) 33. Öllingen (537) 34. Öpfingen (2355) 35. Rammingen (1307) 36. Rechtenstein (306) 37. Rottenacker (2194) 38. Schnürpflingen (1385) 39. Setzingen (693) 40. Staig (3155) 41. Untermarchtal (893) 42. Unterstadion (772) 43. Unterwachingen (200) 44. Weidenstetten (1370) 45. Westerheim (3029) 46. Westerstetten (2190) |  |

## Literatur
Das Land Baden-Württemberg – Amtliche Beschreibung nach Kreisen und Gemeinden (in acht Bänden). Hrsg. von der Landesarchivdirektion Baden-Württemberg. Band VII: Regierungsbezirk Tübingen. Kohlhammer, Stuttgart 1978, ISBN 3-17-004807-4